# Monitoraat
Het monitoraat is een dienst aan de Vlaamse hogescholen en universiteiten om de eerstejaarsstudenten te begeleiden op studiegebied.
De bedoeling is voornamelijk de eerstejaarsstudenten te begeleiden in de overgang van het secundair onderwijs naar het hoger onderwijs. Het onrechtstreeks gevolg van het bestaan ervan is dat de hogescholen die dat systeem invoerden meer inschrijvingen kregen. Het monitoraat systeem kreeg een positieve bijval bij de abituriënten en hun ouders. Daardoor wordt het nu door bijna alle hogescholen en universiteiten in Vlaanderen toegepast.
Het monitoraat is hoofdzakelijk bedoeld voor de vakken waar de abituriënten, naargelang de studierichting, het meeste last mee hebben. Dit zijn voor de studierichtingen in de exacte wetenschappen meestal vakken  zoals wiskunde, natuurkunde en scheikunde.
In sommige hogescholen wordt het ook uitgebreid tot problemen buiten het zuiver studiegebied waar door men dicht komt bij het systeem van mentoren.